# Galium grande
Galium grande là một loài thực vật có hoa trong họ Thiến thảo. Loài này được McClatchie mô tả khoa học đầu tiên năm 1894.